# Mussa (rzeka)
Mussa (lit. Musė) – rzeka o długości 61,5 km we wschodniej Litwie, w dorzeczu Wilii i zlewisku Morza Bałtyckiego, administracyjnie położona na terenie okręgu wileńskiego.